# Francesco Rospigliosi Pallavicini
Il principe Francesco Rospigliosi Pallavicini (Roma, 2 marzo 1828 – Roma, 14 gennaio 1887) è stato un nobile e politico italiano.

## Biografia
Figlio di Giulio Cesare Rospigliosi Pallavicini e di Margherita Gioeni-Colonna, principe di Gallicano, principe del Sacro romano impero, marchese di Colonna, nipote di Giuseppe Rospigliosi per parte paterna, e di Antonio Boncompagni Ludovisi, per linea materna, sposò Maria Carolina Boncompagni Ludovisi. Ebbe sette figli.
Dopo la presa di Roma fece parte della Giunta provvisoria di governo. Già presidente della Giunta Comunale dal 14 ottobre del 1870, dal 16 aprile all'ottobre 1871 fu sindaco di Roma. Si dimise il 21 ottobre perché in disaccordo con la nomina dei componenti della Giunta Comunale, avvenuta 14 ottobre; come ultimo atto, delegò l'assessore eletto Francesco Grispigni alla firma degli atti del Sindaco. Fece parte del primo Consiglio d'Amministrazione della Banca Agricola Romana, costituitasi il 26 febbraio 1871.
La città di Roma gli ha dedicato una via nel quartiere Gianicolense.

## Albero genealogico
|                                                       |                                                               |                                                           | Genitori                                                       |  |  | Nonni |  |  | Bisnonni                                               |  |  | Trisnonni                                              |  |
|                                                       |                                                               |                                                           |                                                                |  |  |       |  |  | Giovanni Battista Rospigliosi, IV principe Rospigliosi |  |  | Clemente Domenico Rospigliosi, II principe Rospigliosi |  |
|                                                       |                                                               |                                                           |                                                                |  |  |       |  |  | Giovanni Battista Rospigliosi, IV principe Rospigliosi |  |  | Clemente Domenico Rospigliosi, II principe Rospigliosi |  |
|                                                       |                                                               | Giustina Borromeo Arese                                   |                                                                |  |  |       |  |  | Giovanni Battista Rospigliosi, IV principe Rospigliosi |  |  |                                                        |  |
| Giuseppe Rospigliosi, V principe Rospigliosi          |                                                               |                                                           |                                                                |  |  |       |  |  | Giovanni Battista Rospigliosi, IV principe Rospigliosi |  |  |                                                        |  |
|                                                       |                                                               | Eleonora Caffarelli                                       | Baldassarre Caffarelli, duca di Assergi                        |  |  |       |  |  |                                                        |  |  |                                                        |  |
|                                                       |                                                               | Eleonora Caffarelli                                       | Baldassarre Caffarelli, duca di Assergi                        |  |  |       |  |  |                                                        |  |  |                                                        |  |
|                                                       |                                                               | Eleonora Caffarelli                                       | Costanza Mattei                                                |  |  |       |  |  |                                                        |  |  |                                                        |  |
| Giulio Cesare Rospigliosi, VI principe Rospigliosi    |                                                               | Eleonora Caffarelli                                       |                                                                |  |  |       |  |  |                                                        |  |  |                                                        |  |
|                                                       |                                                               | Livio Odescalchi, II principe Odescalchi                  | Baldassarre Odescalchi, I principe Odescalchi                  |  |  |       |  |  |                                                        |  |  |                                                        |  |
|                                                       |                                                               | Livio Odescalchi, II principe Odescalchi                  | Baldassarre Odescalchi, I principe Odescalchi                  |  |  |       |  |  |                                                        |  |  |                                                        |  |
|                                                       |                                                               | Livio Odescalchi, II principe Odescalchi                  | Eleonora Maddalena Borghese                                    |  |  |       |  |  |                                                        |  |  |                                                        |  |
| Maria Ottavia Odescalchi                              |                                                               | Livio Odescalchi, II principe Odescalchi                  |                                                                |  |  |       |  |  |                                                        |  |  |                                                        |  |
|                                                       |                                                               | Maria Vittoria Corsini                                    | Filippo Corsini, II principe di Sismano                        |  |  |       |  |  |                                                        |  |  |                                                        |  |
|                                                       |                                                               | Maria Vittoria Corsini                                    | Filippo Corsini, II principe di Sismano                        |  |  |       |  |  |                                                        |  |  |                                                        |  |
|                                                       |                                                               | Maria Vittoria Corsini                                    | Ottavia Strozzi                                                |  |  |       |  |  |                                                        |  |  |                                                        |  |
| Francesco Rospigliosi                                 |                                                               | Maria Vittoria Corsini                                    |                                                                |  |  |       |  |  |                                                        |  |  |                                                        |  |
|                                                       | Lorenzo Onofrio II Colonna di Paliano, IX principe di Paliano | Fabrizio II Colonna di Paliano, VIII principe di Paliano  |                                                                |  |  |       |  |  |                                                        |  |  |                                                        |  |
|                                                       | Lorenzo Onofrio II Colonna di Paliano, IX principe di Paliano | Fabrizio II Colonna di Paliano, VIII principe di Paliano  |                                                                |  |  |       |  |  |                                                        |  |  |                                                        |  |
|                                                       | Lorenzo Onofrio II Colonna di Paliano, IX principe di Paliano | Caterina Zefirina Salviati                                |                                                                |  |  |       |  |  |                                                        |  |  |                                                        |  |
| Filippo III Colonna di Paliano, X principe di Paliano | Lorenzo Onofrio II Colonna di Paliano, IX principe di Paliano |                                                           |                                                                |  |  |       |  |  |                                                        |  |  |                                                        |  |
|                                                       |                                                               | Maria Marina d'Este di San Martino                        | Carlo Filiberto d'Este di San Martino, marchese di San Martino |  |  |       |  |  |                                                        |  |  |                                                        |  |
|                                                       |                                                               | Maria Marina d'Este di San Martino                        | Carlo Filiberto d'Este di San Martino, marchese di San Martino |  |  |       |  |  |                                                        |  |  |                                                        |  |
|                                                       |                                                               | Maria Marina d'Este di San Martino                        | Teresa Sfondrati                                               |  |  |       |  |  |                                                        |  |  |                                                        |  |
| Margherita Colonna di Paliano                         |                                                               | Maria Marina d'Este di San Martino                        |                                                                |  |  |       |  |  |                                                        |  |  |                                                        |  |
|                                                       |                                                               | Luigi Vittorio di Savoia-Carignano, principe di Carignano | Vittorio Amedeo I di Savoia-Carignano, principe di Carignano   |  |  |       |  |  |                                                        |  |  |                                                        |  |
|                                                       |                                                               | Luigi Vittorio di Savoia-Carignano, principe di Carignano | Vittorio Amedeo I di Savoia-Carignano, principe di Carignano   |  |  |       |  |  |                                                        |  |  |                                                        |  |
|                                                       |                                                               | Luigi Vittorio di Savoia-Carignano, principe di Carignano | Maria Vittoria Francesca di Savoia                             |  |  |       |  |  |                                                        |  |  |                                                        |  |
| Caterina di Savoia-Carignano                          |                                                               | Luigi Vittorio di Savoia-Carignano, principe di Carignano |                                                                |  |  |       |  |  |                                                        |  |  |                                                        |  |
|                                                       |                                                               | Cristina Enrichetta d'Assia-Rheinfels-Rotenburg           | Ernesto Leopoldo d'Assia-Rheinfels-Rotenburg                   |  |  |       |  |  |                                                        |  |  |                                                        |  |
|                                                       |                                                               | Cristina Enrichetta d'Assia-Rheinfels-Rotenburg           | Ernesto Leopoldo d'Assia-Rheinfels-Rotenburg                   |  |  |       |  |  |                                                        |  |  |                                                        |  |
|                                                       |                                                               | Cristina Enrichetta d'Assia-Rheinfels-Rotenburg           | Eleonora Maria di Löwenstein-Wertheim-Rochefort                |  |  |       |  |  |                                                        |  |  |                                                        |  |
|                                                       |                                                               | Cristina Enrichetta d'Assia-Rheinfels-Rotenburg           |                                                                |  |  |       |  |  |                                                        |  |  |                                                        |  |